# Кинселла, Имонн
Имонн Эдвард Фрэнсис Кинселла (англ. Eamonn Edward Francis Kinsella; 8 октября 1932, Карлоу — 8 августа 1991, Дублин) — ирландский легкоатлет, специалист по барьерному бегу. Выступал за сборную Ирландии по лёгкой атлетике в 1950-х годах, участник летних Олимпийских игр в Мельбурне, финалист чемпионата Европы.

## Биография
Имонн Кинселла родился 8 октября 1932 года в городке Карлоу провинции Ленстер, Ирландия. Занимался лёгкой атлетикой в Дублине, проходил подготовку в столичном клубе Donore Harriers.
Впервые заявил о себе на международном уровне в сезоне 1954 года, когда вошёл в состав ирландской сборной и выступил на чемпионате Европы в Берне, где в зачёте бега на 110 метров с барьерами благополучно дошёл до финала и в решающем забеге с результатом 14,7 финишировал пятым.
Благодаря череде успешных выступлений в 1956 году удостоился права защищать честь страны на летних Олимпийских играх в Мельбурне — на предварительном квалификационном этапе 110-метрового бега установил свой личный рекорд 14,6, но этого оказалось недостаточно для выхода в полуфинальную стадию соревнований.
В 1957 году, по некоторым данным, преодолел дистанцию 110 метров с барьерами за 14,2, однако этот рекорд не ратифицирован IAAF.
В 1958 году принял участие в чемпионате Европы в Стокгольме, в программе барьерного бега на 110 метров показал время 15,3 и не смог пройти дальше предварительного квалификационного этапа.
Умер 8 августа 1991 года в Дублине в возрасте 58 лет.